# خاصیت توزیع‌پذیری

الگوریتم خاصیت توزیع‌پذیری

توزیع‌پذیری یا پخش‌پذیری خاصیتی در ریاضیات است که برای عملی دوتایی تعریف می‌شود.

## تعریف
فرض کنیم {\displaystyle *} و {\displaystyle \circ } اعمالی دوتایی در مجموعه ناتهی A باشند. عمل {\displaystyle *} را نسبت به {\displaystyle \circ } توزیع‌پذیر خوانیم هرگاه به ازای هر a و b و c از A، دو برابری زیر برقرار باشند:
برابری نخست را توزیع‌پذیری از چپ و برابری دوم را توزیع‌پذیری از راست می‌نامیم.

## مثال‌ها
- در مجموعه‌های اعداد حقیقی و مختلط عمل ضرب نسبت به جمع و تفریق توزیع‌پذیر است. یعنی همواره

- اعمال اجتماع و اشتراک در مجموعه‌ها نسبت به یکدیگر توزیع‌پذیرند. یعنی برای هر سه مجموعه دلخواه A و B و C،

- ضرب دکارتی نسبت به اجتماع و اشتراک توزیع‌پذیر است. اگر A و B و C را سه مجموعه بگیریم، آنگاه

- حاصلضرب دکارتی نسبت به عمل متممگیری توزیع‌پذیر است.

- در اعداد اصلی عمل ضرب نسبت به عمل جمع توزیع‌پذیر است.
- در منطق، و (∧) نسبت به یا (∨) توزیع‌پذیر است و برعکس. اگر فرض کنیم P و Q و R گزاره هستند، آنگاه